# Palpimanus namaquensis
Palpimanus namaquensis är en spindelart som beskrevs av Simon 1910. Palpimanus namaquensis ingår i släktet Palpimanus och familjen Palpimanidae. Inga underarter finns listade i Catalogue of Life.